# Mikrokosmos (Zeitschrift)
Mikrokosmos war eine ab 1907 zunächst von der Deutschen Mikrologischen Gesellschaft und deren Gründer Raoul Heinrich Francé herausgegebene Zeitschrift mit dem Inhaltsschwerpunkt Mikroskopie. Ursprünglich erschienen in der damaligen Franckh'schen Verlagshandlung, Stuttgart,
erschien sie zuletzt im Elsevier Verlag und wurde Ende 2014 eingestellt. Mikrokosmos berichtete über alle Aspekte der angewandten Mikroskopie in Ausbildung, Beruf und Hobby. Die Zeitschrift war nicht peer-reviewed.

## Herausgeber
- 1907: Raoul Heinrich Francé
- 1909: Adolf Reitz
- 1913: Hanns Günther
- 1917: Georg Stehli
- 1951: Dieter Krauter
- 1993: Klaus Hausmann (anfangs zusammen mit Bruno P. Kremer als Mitherausgeber)

## Verlage
- 1907: Franckh’sche Verlagshandlung, Stuttgart. (heute Franckh-Kosmos Verlag)
- 1993: Gustav Fischer Verlag, Stuttgart
- 1999: Urban & Fischer
- 2003: Elsevier

## Arbeitsgemeinschaften
Mikrokosmos war zuletzt offizielles Mitteilungsorgan folgender Arbeitsgemeinschaften, Vereine und Gesellschaften:
- Arbeitskreis Mikroskopie im Freundeskreis Botanischer Garten Köln
- Arbeitskreis Mikroskopie im Naturwissenschaftlichen Verein zu Bremen
- Arbeitskreis Mikroskopie Rhein-Main-Neckar
- Berliner Mikroskopische Gesellschaft e.V.
- Mikroskopie-Gruppe Bodensee
- Mikroskopischer Freundeskreis Göppingen im Naturkundeverein Göppingen e.V.
- Mikrobiologische Vereinigung München e.V.
- Mikroskopischer Arbeitskreis Ruhrgebiet
- Mikroskopische Gesellschaft Wien
- Mikroskopische Arbeitsgemeinschaft der Naturwissenschaftlichen Vereinigung Hagen e.V.
- Mikroskopische Arbeitsgemeinschaft Hannover
- Mikroskopische Arbeitsgemeinschaft Mainfranken
- Mikroskopische Arbeitsgemeinschaft Stuttgart
- Mikroskopische Gesellschaft Zürich
- Tübinger Mikroskopische Gesellschaft e.V.